# Futebol na Albânia
O futebol é o esporte mais popular na Albânia. O esporte chegou ao país no início do século XX, quando os habitantes do norte da cidade de Shkodër foram surpreendidos ao ver um estranho jogo ser jogado por estudantes de uma missão cristã.

## Primeiro jogo
Esta é a mais antiga disputa registrada no país, que na época estava sob o domínio do Império Otomano. No entanto, o jogo aumentou em popularidade e por volta de 1920 o primeiro clube, Vllaznia - que significa "fraternidade" - foi fundado, também em Shkodër.

## Associação formada
Outras cidades e vilas, seguiram o exemplo e, em 6 de Junho de 1930 a Associação de Futebol da Albânia (FSF) foi criada. A associação tornou-se um membro da FIFA, em 1932, e ingressou à UEFA em 1954 como um dos membros fundadores.

## Clubes de futebol na Albânia
- KS Apolonia
- KS Besa
- KS Besëlidhja
- KS Bylis
- KS Dinamo Tirana
- KS Elbasani
- KF Erzeni
- KS Flamurtari
- KS Lushnja
- KF Partizani
- KS Shkumbini
- KS Teuta
- KF Tirana
- KS Vllaznia